# 牛田 (静岡市)
牛田（うしだ）は静岡県静岡市葵区にある町名。丁目を持たない単独町名である。住居表示未実施。

## 地理
葵区の東側の一部に位置し、東に野丈、西に漆山、北に天神前、南に豊地と隣接している。

## 歴史
- 1977年（昭和52年）3月9日 - 上土新田、上土豊地新田、浅畑沼新田、上土新田下足洗新田川合新田請新田の各一部を分離し新設。町名は、上土豊地新田などにあった小字名から採った。
- 2005年（平成17年）4月1日 - 政令指定都市化により、行政区が葵区となる。

## 世帯数と人口
現在住宅はない。麻機遊水地第3工区として、総合治水対策区域となっている。巴川と浅畑川の合流地点があり、川の氾濫に備えて調整池を設置している。
| 町丁 | 世帯数 | 人口 |
| ---- | ------ | ---- |
| 牛田 | 0世帯  | 0人  |

## 施設
- 野鳥観察小屋

## その他

### 日本郵便
- 郵便番号 : 420-0952[2]（集配局：静岡中央郵便局[5]）。